# Nigel Farage
Nigel Paul Farage (Downe, Kent, 3 de abril de 1964) é um político britânico que atualmente serve como parlamentar na Câmara dos Comuns do Reino Unido. Foi um dos líderes mais influentes do Partido de Independência do Reino Unido (UKIP), de orientação conservadora e eurocética, desde 1998 e seu presidente de 2010 a 2015, quando renunciou após uma tentativa fracassada de ser eleito para a Câmara dos Comuns. O partido, contudo, não aceitou sua renúncia e Farage manteve o posto de liderança. De 1999 a 2020, foi membro do Parlamento Europeu pelo distrito eleitoral de South East England. Ele renunciou a posição de líder do UKIP após o Referendo sobre a permanência do Reino Unido na União Europeia em 2016 e foi substituído por Diane James. Nigel Farage então se filiou ao Partido Brexit, em fevereiro de 2019, se tornando líder da legenda um mês depois. O "Partido Brexit" foi reformado em 2021, se tornando o "Reform UK". Em 2024, Farage se tornou o líder do movimento para disputar a eleição geral de 2024.
Farage continua vivendo na mesma região onde nasceu e frequenta, há mais de trinta anos, o mesmo pub, George & Dragon. Nasceu em Kent (sudeste da Inglaterra). Seu pai, o corretor da bolsa Guy Oscar Justus Farage, abandonou a família quando o garoto tinha apenas cinco anos. Frequentou escola particular onde desenvolveu paixão por rúgbi, críquete e debate político. Apesar disso, não frequentou universidade e preferiu fazer carreira no mercado financeiro de Londres.
Farage é conhecido por seu caráter e estilo distintos, incluindo sua personalidade extravagante, moda e presença nas redes sociais, bem como sua forma de populismo de direita britânica. Em 2023, Farage foi colocado em primeiro lugar na lista Right Power, da New Statesman, descrevendo-o como "a pessoa mais influente da direita britânica".

## Apoio a Donald Trump

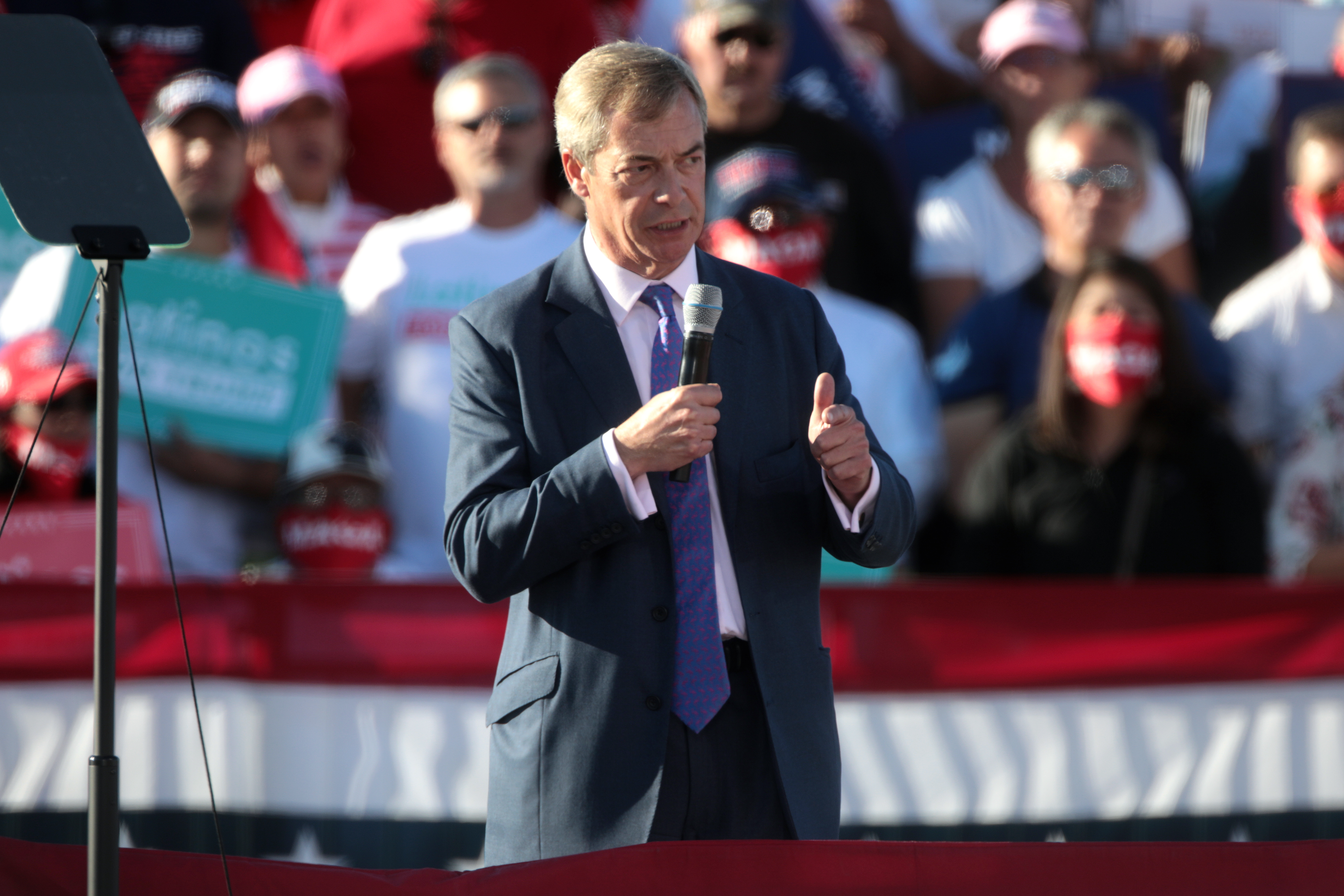
Farage falando em um comício de Trump em outubro de 2020

Farage é um apoiador do político americano Donald Trump. Em 28 de outubro de 2020, Farage discursou em um comício de Trump no Arizona, onde Farage elogiou Trump, chamando-o de "a pessoa mais resiliente e corajosa" que ele já conheceu. Farage novamente apoiou Trump na eleição presidencial dos EUA de 2024. Em 31 de maio de 2024, depois que Trump foi considerado culpado por unanimidade por um júri em 34 acusações de falsificação de registros comerciais para cometer fraude eleitoral, Farage disse em uma entrevista à Sky News que apoia Trump "mais do que nunca".

## Posições políticas

### Meio ambiente
Farage tem sido cético em relação ao consenso científico sobre as mudanças climáticas e se opôs a medidas projetadas para combater o aquecimento global. Em 2013, Farage criticou a política de David Cameron sobre turbinas eólicas, descrevendo-a como cobrindo "a Grã-Bretanha em moinhos de vento feios, repugnantes e medonhos". Um documento oficial de política energética produzido pelo UKIP enquanto Farage era líder do partido declarou que "o UKIP apoia fortemente um ambiente limpo e ar limpo", enfatizando que "as usinas de energia a carvão devem usar tecnologia limpa para remover óxidos de enxofre e nitrogênio, partículas e outros poluentes". Em um discurso feito ao parlamento europeu em 11 de setembro de 2013, Farage citou uma notícia de que a calota de gelo do Mar Ártico aparentemente cresceu de 2012 a 2013, dizendo que isso era evidência de décadas "de eurofederalismo combinado com uma crescente obsessão verde", apesar de ser um marco menor em uma tendência maior de declínio do gelo marinho.

### Imigração
Em 2014, Farage disse que apoiava imigrantes muçulmanos que se integravam à sociedade britânica, mas era contra aqueles que estavam "vindo aqui para nos dominar", citando a Austrália de John Howard como um governo a ser imitado nesse aspecto. Ele disse a um documentário do Channel 4 em 2015 que havia uma "quinta-coluna" de extremistas islâmicos no Reino Unido. Farage também argumentou que a imigração muçulmana para a Grã-Bretanha e a Europa alimentou um aumento no antissemitismo e, em uma entrevista à rádio LBC, declarou: "O que está alimentando isso é que há muito mais vozes muçulmanas, e algumas dessas vozes muçulmanas são profundamente, profundamente críticas a Israel. Na verdade, algumas delas até questionam o direito de Israel de existir como nação."
Em uma entrevista de 2014 na estação de rádio LBC, Farage disse que se sentiria "preocupado" se um grupo de homens romenos se mudasse para a casa ao lado dele. Quando o entrevistador James O'Brien perguntou qual seria a diferença entre homens romenos se mudando para a casa ao lado e um grupo de crianças alemãs, em referência à esposa e aos filhos alemães de Farage, Farage respondeu: "Você sabe a diferença". Mais tarde, ele expandiu isso no site do UKIP, afirmando que "se fôssemos capazes de operar um esquema de autorização de trabalho adequado para cidadãos romenos, com verificações adequadas, conforme recomendado pelo UKIP, então ninguém precisaria se preocupar se um grupo de cidadãos romenos se mudasse para a casa ao lado deles".
Farage apelou ao governo britânico em 2013 para aceitar mais refugiados da Guerra Civil Síria. Mais tarde, ele disse que esses refugiados deveriam ser da minoria cristã do país, devido à existência de países seguros de maioria muçulmana mais próximos. Durante a crise migratória que se seguiu, Farage alegou que a maioria das pessoas que alegavam ser refugiadas eram migrantes econômicos, e que algumas eram militantes do Estado Islâmico.

### Armas de fogo
Em 2014, Farage disse que era política do UKIP que armas de fogo no Reino Unido fossem legalizadas e licenciadas, descrevendo a legislação atual, trazida após o massacre de Dunblane, como "ridícula". Ele também disse em 2014 que não havia ligação entre posse responsável de armas de fogo e crimes com armas de fogo.

### Pena de morte
Farage se opõe à pena de morte.